# Неманичи

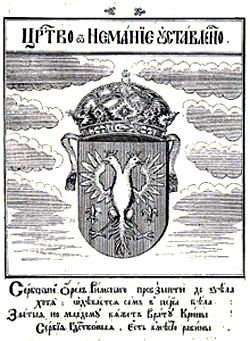
Предполагаемый герб рода Неманичей — двуглавый орёл

Нема́ничи (серб. Немањићи) — династия в средневековой Сербии (1170—1371). Её родоначальник, великий жупан Рашки Стефан Неманя (1170—1196), заложил основу единого государства в Сербии. Крупнейшие представители: сын Немани великий жупан Стефан (1196—1227), принявший (1217) королевский титул; Стефан Душан (1331—1355), создавший обширное Сербо-греческое царство на Балканах и провозгласивший себя в 1346 «царём сербов и греков». При его сыне царе Стефане Уроше (1355—1371) государство Неманичей распалось. На смену им в Сербской деспотии пришли Лазаревичи.

## Поколенная роспись
- Завида[1]
  - Тихомир
  - Страцимир
  - Мирослав

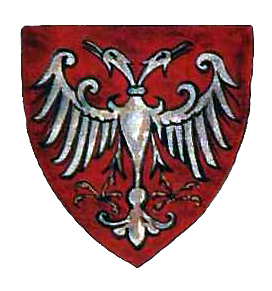
Эмблема Неманичей

  -  Стефан Неманя (1166—1199), женат на Анне
    - Вукан, правитель Зеты (1196—1208) и Рашки (1202—1204)
      - Джордже
      -  Димитар
        -  Вратислав
          -  Вратко
            -  Милица + Лазарь Хребелянович (1371—1389)
              - Стефан Лазаревич (1389—1427)
              -  Мара + Вук Бранкович (см. Бранковичи)

    - Стефан Первовенчанный, король Рашки (1199—1202) и (1204—1228)
      - Стефан Радослав (1228—1233)
      - Стефан Владислав I (1234—1243)
        - Стефан
        -  Деса

      - Предислав (св. Савва II Сербский)
      -  Стефан Урош I (1243—1276), женат на Елене Анжуйской
        - Стефан Драгутин (1276—1282)
          -  Стефан Владислав II (1321—1325)

        -  Стефан Урош II Милутин (1282—1321), женат на Симониде, дочери Андроника II
          - Стефан Константин
          -  Стефан Урош III (1321—1331)
            - Стефан Урош IV Душан (1331—1355), женат на Елене, сестре Ивана Александра
              -  Стефан Урош V (1355—1371)

            -  Симеон Синиша, правитель Эпира (1359—1370)
              - Йован Урош, правитель Эпира (1370—1373)
              - Стефан Дука
              -  Мария Ангелина + Фома Прелюбович

    -  Растко (св. Савва I Сербский)

## Герб

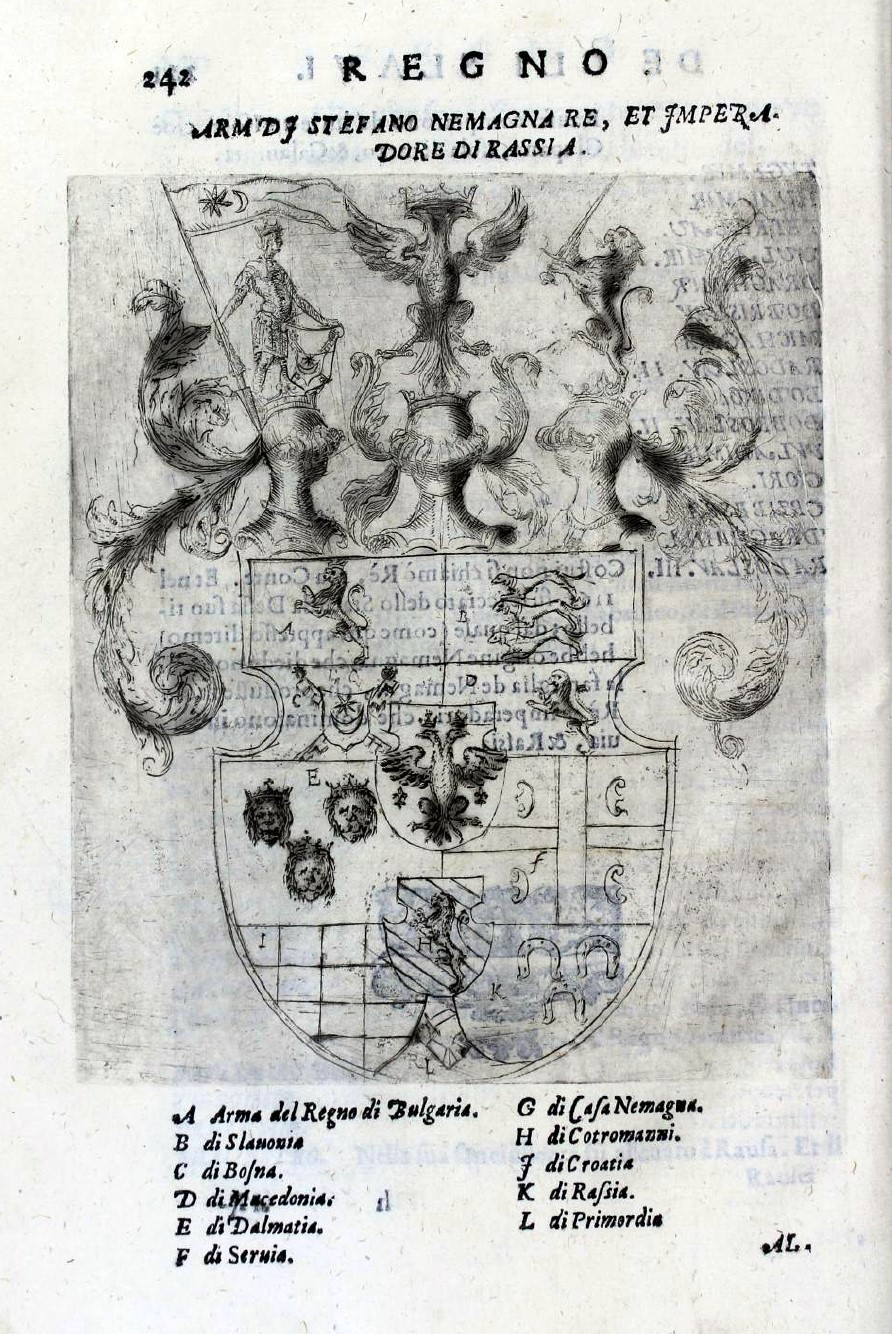
Герб императора Рашки Стефана Неманича (предположительно, Душана) с гербом рода Неманичей в центре (двуглавый орёл рядом с буквой G) из книги "Славянское царство" 1601 года.

Представлен двуглавым белым орлом на красном фоне, и вскоре стал символом как сербских королей, так и сербской державы в целом. Его можно увидеть на каталонской карте 1339 года, где столица царя Душана отмечена двуглавым орлом.